# Orlando Greene
Orlando Greene, född 7 juli 1953, är en friidrottare från Barbados. Han deltog vid olympiska sommarspelen 1976.